# BMW na dirkah 1000 km Fujija
Avtomobilistična vztrajnostna dirka 1000 km Fujija je trajala od l.1967 do 1992. Kasneje so dirko poskušali oživeti s sodelovanjem azijskih Le Mans Series. Potekala je na dirkališču Fuji Speedway v japonskem mestu Oyama.
- Sezona 1975:

BMW je posodil motor ekipi March 73S-BMW, ki je zmagala skupno.
- Sezona 1976:

Tudi v tej sezoni so posodili motor ekipi March 73S-BMW, ki je ponovno zmagala skupno.
- Sezona 1980:

Motor so posodili ekipi Chevron B36-BMW, ki je zmagala skupno.
- Sezona 1982:

V tej sezoni so dirkali z dirkalnikom BMW M1 in dirkačema Naokijem Nagasako in Fumiyasujem Satojem v ekipi Auto Beaurex Motor Sports, ki sta zmagala skupno.